# H (тип підводних човнів США)

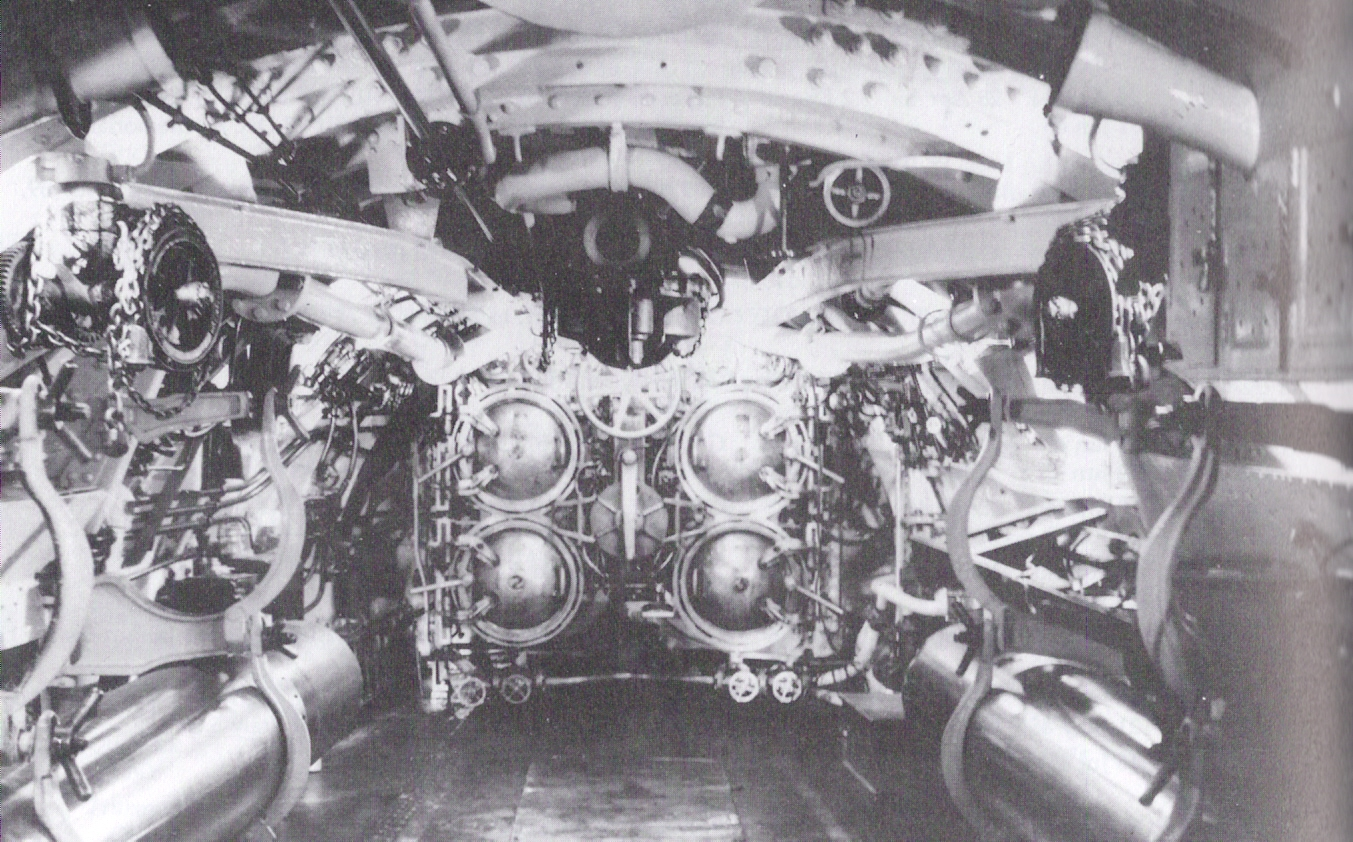
Торпедний відсік човна USS Н-5 (SS-148) у 1919 році

| ПЧ типу «H»                | ПЧ типу «H»                                       | ПЧ типу «H»                                       |
| -------------------------- | ------------------------------------------------- | ------------------------------------------------- |
| H-class submarine          |                                                   |                                                   |
|                            |                                                   |                                                   |
|                            |                                                   |                                                   |
| Під прапором               | США                                               | США                                               |
| Спуск на воду              | 1911-1918 рр (9 човнів)                           | 1911-1918 рр (9 човнів)                           |
| Виведений зі складу флоту  | 1922 р                                            | 1922 р                                            |
| Сучасний статус            | утилізовані,                                      | утилізовані,                                      |
| Проєкт                     |                                                   |                                                   |
| Основні характеристики     |                                                   |                                                   |
| Швидкість (надводна)       | 14 вузлів (26 км/год)                             | 14 вузлів (26 км/год)                             |
| Швидкість (підводна)       | 10,5 вузлів (19,4 км/год)                         | 10,5 вузлів (19,4 км/год)                         |
| Гранична глибина занурення | 61 м                                              | 61 м                                              |
| Екіпаж                     | 25 осіб                                           | 25 осіб                                           |
| Розміри                    |                                                   |                                                   |
| Довжина найбільша (по КВЛ) | 45,82 м                                           | 45,82 м                                           |
| Ширина корпусу найб.       | 4,83 м                                            | 4,83 м                                            |
| Середня осадка (по КВЛ)    | 3,78 м                                            | 3,78 м                                            |
| Озброєння                  |                                                   |                                                   |
| Артилерія                  | 45-мм гармата                                     | 45-мм гармата                                     |
| Торпедно- мінне озброєння  | 4 носових ТА калібру 18 дюймів — 467 мм, 8 торпед | 4 носових ТА калібру 18 дюймів — 467 мм, 8 торпед |
| Зображення на Вікісховищі  |                                                   |                                                   |

Підводні човни типу «Н»  — це 71 однопроєктний підводний човен спроєктований на Electric Boat Три були побудовані в США, 19 в Канаді, 8 в Італії, і 41 у Великій Британії.

## Історія
Перші три підводні човни типу були закладені в березні-квітні 1911 року з назвами «Seawolf», «Наутілус» і «Сарган», котрі були перейменовані в «Н-1», «H-2» і в «Н-3» відповідно, в час будівництва, 17 листопада 1911 року, в рамках компанії уніфікації назв підводних човнів. Вони були введені в експлуатацію в грудні 1913/січні 1914 року.
У 1915 році Імператорський ВМФ Росії замовив 17 підводних човнів типу «Н»- в Electric Boat Company, котрі будувалися в Канаді в тимчасовій верфі поруч з Барнет, Ванкувер, Британська Колумбія, щоб уникнути проблем нейтралітету США . Одинадцять були доставлені замовнику, і служили на флоті Російської імперії з назвою «Holland 602», але відправлення решти шести було затримано внаслідок Російської революції1917. Пізніше усі шість тих човнів були придбані ВМС США 20 травня 1918 і дообладнувалися в Пьюджет-Саунд, перш ніж були введені в експлуатацію як «H-4» … «Н-9». В кінці 1918 року USS H-1 (SS-28) сів на мілину  зазнавши аварії біля берегів Мексики 12 березня 1920 року. Інші вісім підводних човнів були виведені з бойового складу флоту в кінці 1922 року, і передані до резерву. А у 1930 році їх списали і вони були продані на металобрухт в 1931-1933 роках.
Вісім човнів Велика Британія продала у Чилі.

## Конструкція
Ці судна включені деякі пристрої, призначені для збільшення швидкості руху, які були стандартними для підводних човнів США того часу; були обладнані розбірним малим вітрилом і обертовими кришками над дулами торпедних апаратів.

## Представники

### США (9 човнів)
- USS H-1 (SS-28) — спущений на воду 6 травня 1913. Переданий флоту 1 грудня 1913. Затонув 12 березня 1920.[1]
- USS H-2 (SS-29) — спущений на воду 4 червня 1913. Переданий флоту 1 грудня 1913. Виведений з експлуатації 23 жовтня 1922 року.[2]
- USS H-3 (SS-30) — спущений на воду 3 липня 1913. Переданий флоту 16 січня 1914. Виведений з експлуатації 23 жовтня 1922.[3]
- USS H-4 (SS-147) — спущений на воду 9 жовтня 1918. Переданий флоту 24 жовтня 1918. Виведений з експлуатації 25 жовтня 1922.[4]
- USS H-5 (SS-148) — спущений на воду 24 вересня 1918. Переданий флоту 30 вересня 1918. Виведений з експлуатації 20 жовтня 1922. launched 24 September 1918.[5]
- USS H-6 (SS-149) — спущений на воду 26 серпня 1918. Переданий флоту 26 серпня 1918. Виведений з експлуатації 23 жовтня 1922.[6]
- USS H-7 (SS-150) — спущений на воду 17 жовтня 1918. Переданий флоту 17 жовтня 1918. Виведений з експлуатації 28 листопада 1922.[7]
- USS H-8 (SS-151) — спущений на воду 14 листопада 1918. Переданий флоту 18 листопада 1918. Виведений з експлуатації 17 листопада 1922.[8]
- USS H-9 (SS-152) — спущений на воду 23 листопада 1918. Переданий флоту 25 листопада 1918. Виведений з експлуатації 3 листопада 1922 року.[9]